# Jean-Claude Étienne
Jean-Claude Étienne, né le 6 août 1941 à Vouziers (Ardennes) et mort le 11 mars 2017 à Paris,, est un homme politique français.

## Biographie
Professeur de médecine de profession, Jean-Claude Étienne est élu sénateur de la Marne le 23 septembre 2001, après avoir été député de la deuxième circonscription de la Marne.
Le 27 octobre 2010, il est nommé membre du groupe des personnalités qualifiées au Conseil économique, social et environnemental (CESE). Il est remplacé au Sénat par sa suppléante Mireille Oudit, à compter du 3 novembre 2010.

## Détail des fonctions et mandats
Mandats locaux
- 1986 - 1998 : conseiller régional de Champagne-Ardenne
- 1995 - 2001 : conseiller municipal de Reims
- 1996 - 1998 : premier vice-président du conseil régional de Champagne-Ardenne
- 1998 - 2004 : président du conseil régional de Champagne-Ardenne
- 2004 - 2010 : conseiller régional de Champagne-Ardenne

Mandats parlementaires
- 2 avril 1993 - 30 septembre 2001 : député (RPR) de la deuxième circonscription de la Marne
- 1er octobre 2001 - 2 novembre 2010 : sénateur (RPR, puis UMP) de la Marne

Autres fonctions
- Premier vice-président de l'Office parlementaire d'évaluation des choix scientifiques et technologiques
- Membre titulaire du Haut Conseil des Biotechnologies
- Membre du groupe des personnalités qualifiées au CESE

## Distinction
Jean-Claude Étienne est nommé chevalier de la Légion d'honneur le 14 juillet 2011.